# Remixes (coletânea de Luis Fonsi)
| Críticas profissionais | Críticas profissionais |
| Avaliações da crítica  | Avaliações da crítica  |
| Fonte                  | Avaliação              |
| ---------------------- | ---------------------- |
| Allmusic               | 2 de 5 estrelas.       |

Remixes é uma coletânea do cantor porto-riquenho Luis Fonsi, lançada em 17 de Abril de 2001 pela Universal Music Latino. É constituído por remixes de algumas canções de seus primeiros dois álbuns Comenzaré (1998) e Eterno (2000).

## Faixas
| N.º            | Título                                                 | Compositor(es)           | Duração |  |
| 1.             | "Mi Sueño (Radio Edit)"                                | Luis Fonsi               | 3:36    |  |
| 2.             | "Mi Sueño (Club Mix)"                                  | Fonsi                    | 9:20    |  |
| 3.             | "No te Cambio por Ninguna (Radio Edit)"                | Franco DeVita            | 2:25    |  |
| 4.             | "No te Cambio por Ninguna (Club Mix)"                  | DeVita                   | 7:28    |  |
| 5.             | "No te Cambio por Ninguna (Dance Mix)"                 | DeVita                   | 8:54    |  |
| 6.             | "Imaginame Sin Ti (Remix)"                             | Mark Portmann Rudy Pérez | 4:07    |  |
| 7.             | "Me Iré (Remix)"                                       | Alfredo Matheus          | 5:01    |  |
| 8.             | "Me Iré (Club Mix)"                                    | Matheus                  | 3:38    |  |
| 9.             | "No te Cambio por Ninguna (Radio Edit - Instrumental)" | DeVita                   | 3:25    |  |
| 10.            | "Mi Sueño (Radio Edit - Instrumental)"                 | Fonsi                    | 3:36    |  |
| Duração total: | Duração total:                                         | Duração total:           | 52:30   |  |